# Râul Bârghiș
Râul Bârghiș este un curs de apă, afluent al râului Hârtibaciu. 